# الکساندر کالری
الکساندر کالری (به انگلیسی: Aleksandr Kaleri) فضانورد اهل کشور روسیه است که در ۱۳ مهٔ ۱۹۵۶ در یورمالا زاده شد. وی در مأموریت سایوز تی‌ام-۱۴، سایوز تی‌ام-۲۴، سایوز تی‌ام-۳۰، سایوز تی‌ام‌ای-۳، اکسپدییشن ۸، سایوز تی‌ام‌ای-۰۱ام، اکسپدییشن ۲۵، ۲۶ حضور داشته‌است.